# 16th Seiyu Awards
Die 16th Seiyu Awards wurden am 5. März 2022 in der JOQR Media Plus Hall in Minato in Tokio verliehen. Die Gewinner des Merit Awards, des Kei Tomiyama Award, des Kazue Takahashi Award und des Synergy Award wurden am 15. Februar 2022 bekanntgegeben. Die restlichen Gewinner wurden am Tag der Veranstaltung bekanntgegeben.
| Gewinner                                 | Agentur            | Nennenswerte Arbeiten                                        |
| ---------------------------------------- | ------------------ | ------------------------------------------------------------ |
| Bester Schauspieler in einer Hauptrolle  |                    |                                                              |
| Kensho Ono                               | Amino Produce      | Hathaway Noa (Mobile Suit Gundam Hathaway)                   |
| Beste Schauspielerin in einer Hauptrolle |                    |                                                              |
| Megumi Ogata                             | Breathe Arts       | Ysley (The Idaten Deities Know Only Peace)                   |
| Beste Schauspieler in Nebenrollen        |                    |                                                              |
| Fumihiko Tachiki                         | Office Osawa       | Jason (Resident Evil: Infinite Darkness)                     |
| Yūichi Nakamura                          | INTENTION          | Satoru Gojo (Jujutsu Kaisen)                                 |
| Beste Schauspielerinnen in Nebenrollen   |                    |                                                              |
| Mikako Komatsu                           | Hirata Office      | Maki Zenin (Jujutsu Kaisen)                                  |
| Rie Takahashi                            | 81 Produce         | Emilia (Re:Zero – Starting Life in Another World 2nd Season) |
| Beste neue Schauspieler                  |                    |                                                              |
| Aoi Ichikawa                             | Office Osawa       | Nagara (Sonny Boy)                                           |
| Reiji Kawashima                          | Aoni Production    | Fushi (To Your Eternity)                                     |
| Gen Satō                                 | I’m Enterprise     | Fumiya Tomozaki (Bottom-Tier Character Tomozaki)             |
| Beste neue Schauspielerinnen             |                    |                                                              |
| Kanata Aikawa                            | Music Ray’n        | Ai Ohto (Wonder Egg Priority)                                |
| Hikaru Akao                              | I’m Enterprise     | Riri Hitotsuyanagi (Assault Lily Bouquet)                    |
| Nene Hieda                               | 81 Produce         | Miyako Muguruma (Warlords of Sigrdrifa)                      |
| Hinaki Yano                              | Sony Music Artists | Yu Takasaki (Love Live! Nijigasaki High School Idol Club)    |
| Auszeichnung für den besten Gesang       |                    |                                                              |
| Gewinner                                 | Agentur            | Agentur                                                      |
| Soma Saito                               | 81 Produce         | 81 Produce                                                   |
| Persönlichkeitspreis                     |                    |                                                              |
| Gewinner                                 | Agentur            | Nennenswerte Arbeiten                                        |
| Takahiro Sakurai                         | INTENTION          |                                                              |

| Merit Award                            |                   |                 |                 |
| Gewinner                               | Gewinner          | Agentur         | Agentur         |
| Yōko Asagami                           | Yōko Asagami      | Aksent          | Aksent          |
| Michihiro Ikemizu                      | Michihiro Ikemizu | Aoni Production | Aoni Production |
| Kei Tomiyama Memorial Award            |                   |                 |                 |
| Gewinner                               | Gewinner          | Agentur         | Agentur         |
| Kenichi Suzumura                       | Kenichi Suzumura  | INTENTION       | INTENTION       |
| Kazue Takahashi Memorial Award         |                   |                 |                 |
| Gewinner                               | Gewinner          | Agentur         | Agentur         |
| Junko Iwao                             | Junko Iwao        | J. Island       | J. Island       |
| Game Award                             |                   |                 |                 |
| Gewinner                               |                   |                 |                 |
| Uma Musume Pretty Derby                |                   |                 |                 |
| Synergy Award                          |                   |                 |                 |
| Gewinner                               |                   |                 |                 |
| Evangelion: 3.0+1.0 Thrice Upon a Time |                   |                 |                 |
| Special Honor Award                    |                   |                 |                 |
| Gewinner                               |                   |                 |                 |
| Belle                                  |                   |                 |                 |
| Kids/Family Award                      |                   |                 |                 |
| Gewinner                               | Gewinner          | Agentur         | Agentur         |
| Kyousei Tsukui                         | Kyousei Tsukui    | 81 Produce      | 81 Produce      |
| Foreign Movie/Series Award             |                   |                 |                 |
| Gewinner                               | Gewinner          | Agentur         | Agentur         |
| Taiten Kusunoki                        | Taiten Kusunoki   | Amuleto         | Amuleto         |
| Kanako Tōjō                            | Kanako Tōjō       | Axl-One         | Axl-One         |
| Influencer Award                       |                   |                 |                 |
| Gewinner                               | Gewinner          | Agentur         | Agentur         |
| Tomokazu Seki                          | Tomokazu Seki     | Atomic Monkey   | Atomic Monkey   |
| Most Valuable Seiyū Award              |                   |                 |                 |
| Gewinner                               | Gewinner          | Agentur         | Agentur         |
| Hiro Shimono                           | Hiro Shimono      | I’m Enterprise  | I’m Enterprise  |